# Pedro Bigas
Pedro Bigas Rigo (* 15. Mai 1990 in Palma) ist ein spanischer Fußballspieler. Der Innenverteidiger steht seit 2021 beim FC Elche unter Vertrag.

## Karriere

### Verein
Im Sommer 2012 wechselte Bigas in die Profiabteilung RCD Mallorcas. Nachdem er für diese 99 Spiele absolviert hatte, schloss er sich im Sommer 2015 ablösefrei UD Las Palmas an. 2018 wurde Bigas für ein Jahr an SD Eibar ausgeliehen. Dort debütierte er am 19. August 2018 gegen SD Huesca. Im Anschluss an die Leihe verpflichtete der Verein ihn fest. Im Juli 2021 verließ er Eibar und schloss sich dem FC Elche an.